# Tridacnatheres
Tridacnatheres is een geslacht van kreeftachtigen uit de klasse van de Malacostraca (hogere kreeftachtigen).

## Soort
- Tridacnatheres whitei (de Man, 1888)